# Lillselet (Jokkmokks socken, Lappland)
Lillselet är en sjö i Jokkmokks kommun i Lappland och ingår i Luleälvens huvudavrinningsområde. Sjön har en area på 0,517 kvadratkilometer och ligger 424 meter över havet. Lillselet ligger i Pärlälvens fjällurskog Natura 2000-område. Sjön avvattnas av vattendraget Pärlälven.

## Delavrinningsområde
Lillselet ingår i det delavrinningsområde (740670-160765) som SMHI kallar för Utloppet av Lillselet. Medelhöjden är 489 meter över havet och ytan är 4,46 kvadratkilometer. Räknas de 34 avrinningsområdena uppströms in blir den ackumulerade arean 589,76 kvadratkilometer. Pärlälven som avvattnar avrinningsområdet har biflödesordning 3, vilket innebär att vattnet flödar genom totalt 3 vattendrag innan det når havet efter 281 kilometer. Avrinningsområdet består mestadels av skog (88 procent). Avrinningsområdet har 0,52 kvadratkilometer vattenytor vilket ger det en sjöprocent på 11,6 procent.